# Jeron Mastrud
Jerod Mastrud (Beaverton, 17 dicembre 1987) è un giocatore di football americano statunitense che gioca nel ruolo di tight end per gli Oakland Raiders della National Football League (NFL). Al college giocò a football alla Kansas State University.

## Carriera professionistica

### Tampa Bay Buccaneers
Mastrud firmò il 27 aprile 2010 con i Tampa Bay Buccaneers dopo non esser stato scelto al draft NFL 2010. Il 4 settembre venne svincolato.

### New England Patriots
Due giorni dopo firmò con la squadra di allenamento dei New England Patriots, ma il giorno seguente venne svincolato immediatamente.

### Miami Dolphins
Il giorno seguente firmò con la squadra di allenamento dei Miami Dolphins. Il 21 dello stesso mese venne promosso in prima squadra e debuttò come professionista il 26 contro i New York Jets. Il 16 marzo 2012 firmò un contratto annuale per 540.000 dollari. In tre anni con i Dolphins giocò in totale 36 partite di cui 6 da titolare con una singola ricezione di 8 yard.

### Oakland Raiders
Il 13 maggio 2013 firmò un contratto annuale per 630.000 dollari con gli Oakland Raiders. Nella settimana 1 contro gli Indianapolis Colts fece una ricezione di ben 41 yard. Nella partita successiva contro i Jacksonville Jaguars recuperò un importante fumble perso dal compagno di squadra Terrelle Pryor sulle 48 yard proprie.

## Vittorie e premi
- Nessuno

## Statistiche
| Partite totali         | 38 |
| Partite da titolare    | 8  |
| Yard su ricezione      | 49 |
| Touchdown su ricezione | 0  |
| Fumble recuperati      | 1  |

Statistiche aggiornate al 16 settembre 2013